# 成都四威科技
成都四威科技股份有限公司，簡稱成都四威科技，以及四威科技（英語：Chengdu Siwi Science and Technology Company Limited，港交所：1202），在1958年，當時國務院郵電部在四川省成都市分拆成立，前身為「成都電纜廠」、「成都電纜股份有限公司」，以及「成都普天電纜股份有限公司」。現時為中國普天信息產業股份有限公司旗下公司，也是一家中外合資公司。
現時業務在中國內地生產及銷售各類通訊電纜、光纖、電纜套管。而股份在1994年12月13日於香港交易所主板上市。該公司總部位於成都市高新西区新航路18号。董事長為張曉成，總裁為郭愛清。

## 連結
- cdc.potevio.com[永久]